# IFK Malmö

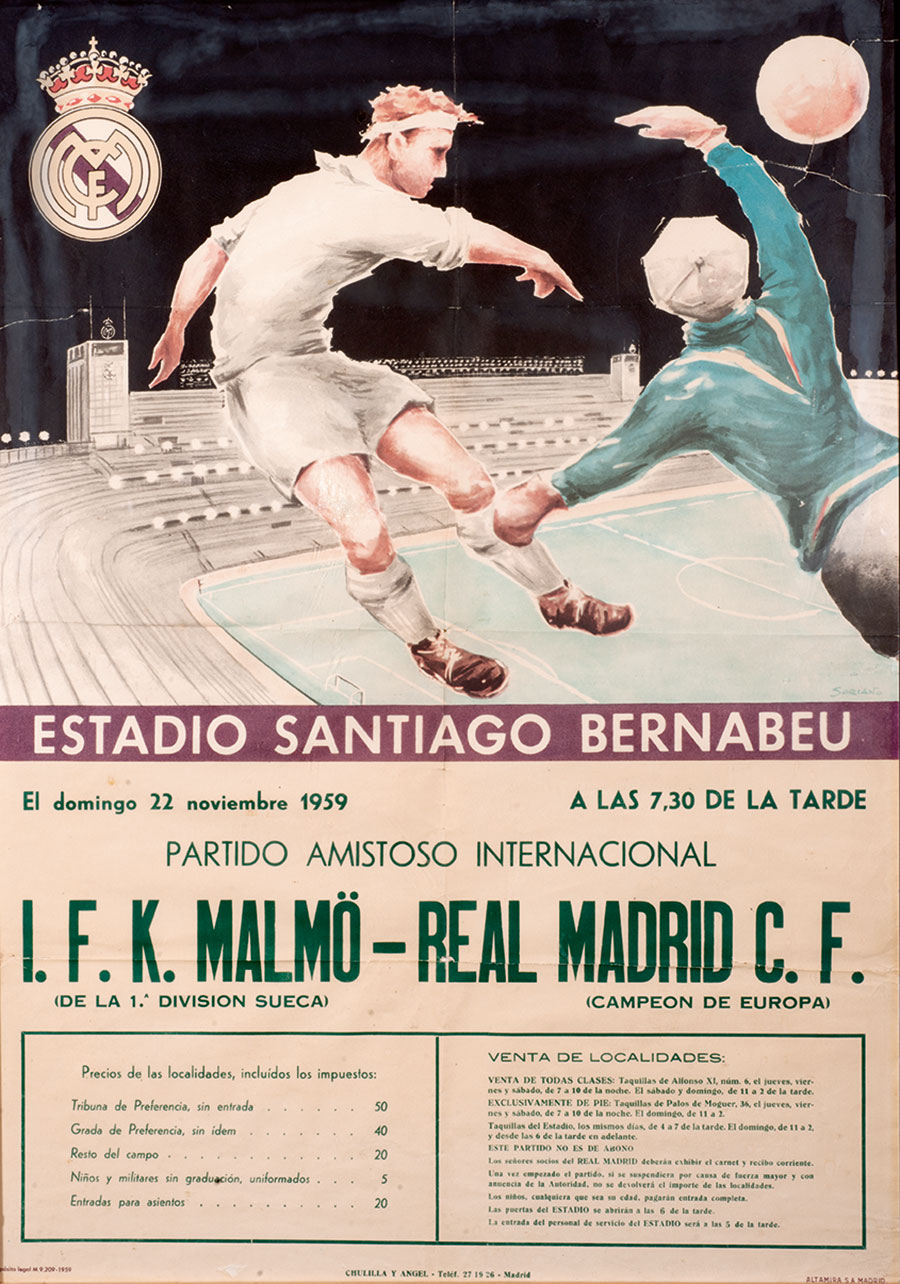
Di Gule (Die Gelben) gegen Real Madrid vor 40.000 Zuschauern im Bernabeu-Stadion (2:3) im Jahr 1959.

Der IFK Malmö ist ein schwedischer Sportverein in Malmö. Betrieben werden die Sportarten Leichtathletik, Fußball, Handball, Hockey, Eishockey, Bandy, Boxen, Ringen, Schwimmen, Orientierungslauf, Bowling und Bridge. Aufgrund der gelben Hemden der Sportler erhielt der Club den Spitznamen Di Gule (deutsch Die Gelben).
Der Verein wurde am 23. April 1899 gegründet und war bis 1903 ein reiner Leichtathletikverein.

## Sektionen (Auswahl)

### Fußball

Historisches Logo

Seit 1903 betreibt man Fußball im Verein. Die meisten Spieler kamen vom Verein Malmö Velociped Klubb, der kurz vorher aufgelöst wurde. Die Mannschaft gehörte zu den Teams, die 1924 in der ersten Saison der Allsvenskan spielten. Nachdem in der ersten Spielzeit als Drittletzter noch der Klassenerhalt geschafft worden war, stieg der Klub 1926 erstmals aus der ersten Liga ab. Allerdings gelang dem Klub im zweiten Jahr der Zweitklassigkeit als Meister der Sydsvenska Serien die Qualifikation für die Aufstiegsspiele, wo im notwendigen Entscheidungsspiel auf neutralem Platz Redbergslids IK mit 3:1 besiegt werden und damit der Wiederaufstieg perfekt gemacht werden konnte.

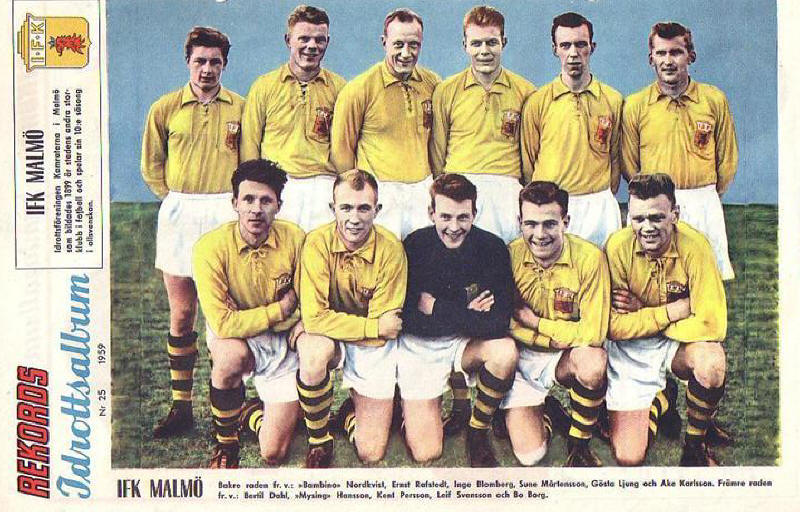
Di Gule (die Gelben) in ihrer Blütezeit im Jahr 1959, kurz bevor sie im Bernabéu-Stadion gegen Real Madrid antraten

IFK spielte in den folgenden Jahren wiederum gegen den Abstieg, ehe 1932 die Spielzeit erneut nur auf einem Abstiegsplatz beendet wurde. Zunächst spielte die Mannschaft um die Rückkehr ins Oberhaus. 1936 folgte dann jedoch der Absturz in die Drittklassigkeit. Auf das von IS Halmia belegte rettende Ufer fehlten zwei Punkte.
IFK benötigte zwei Jahre, um in die zweite Liga zurückkehren zu können. Die Mannschaft etablierte sich im Mittelfeld und konnte ab Mitte der 1940er Jahre wieder vorne mitmischen. 1952 gelang als Staffelsieger der Division 2 Sydvästra mit sieben Punkten Vorsprung auf Halmstads BK die Rückkehr in die Allsvenskan.
Als Tabellenletzter stieg IFK Malmö jedoch direkt aus der ersten Liga wieder ab. Der direkte Wiederaufstieg wurde als Tabellenvierter verpasst. Nach dem Vizemeistertitel hinter Norrby IF 1954 gelang im folgenden Jahr nach einem 2:2-Unentschieden und einem 1:0-Erfolg gegen IK Brage die Rückkehr in die Eliteserie.
Belegte die Mannschaft anfangs noch hintere Mittelfeldplätze, gelang in der Spielzeit 1960 überraschend die Vizemeisterschaft hinter IFK Norrköping. Einem sechsten Platz folgte 1962 der Abschied aus der ersten Liga.
Der größte internationale Erfolg war das Erreichen des Viertelfinales im Europapokal der Landesmeister, wo man jedoch gegen Rapid Wien ausschied.
Historisch war IFK Malmö der Fußballclub der Mittelklasse und Malmö FF der Club der Arbeiterklasse.

#### Trainer
- József Nagy (1924–1925)

### Handball
Seit 1929 gibt es Frauenhandball beim IFK Malmö und ein paar Jahre später wurde auch eine Sektion für Männer eingerichtet. Die Herrenmannschaft war 1942 zum ersten Mal in der höchsten schwedischen Liga, der Elitserien, und konnte sich da für einige Jahre etablieren. In jüngerer Zeit spielt die Herrenmannschaft meist in der zweiten Liga.